# Rajmund Masłowski
Rajmund Masłowski (ur. w 1825 w Warszawie, zm. 1897 w Radomiu) – polski prawnik, naczelnik okręgu chęcińskiego w okresie powstania styczniowego.

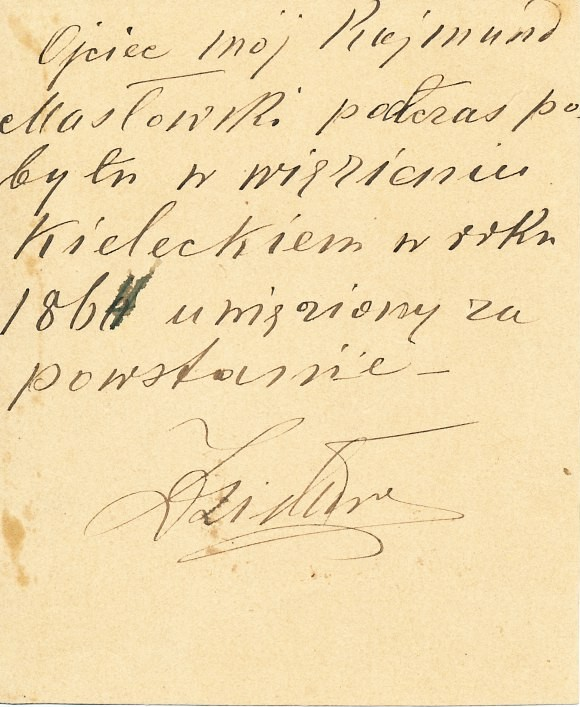
Rajmund Masłowski – portret rysunkowy z 1864 roku – rewers

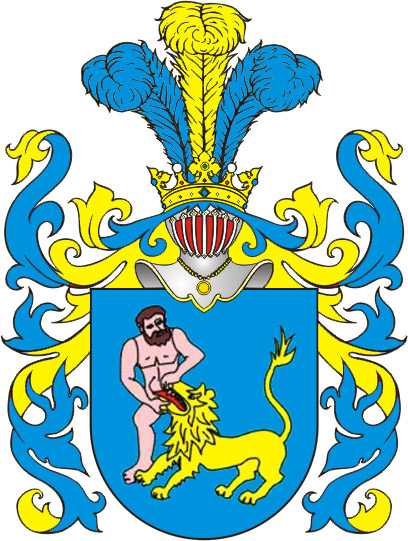
Samson (herb szlachecki)

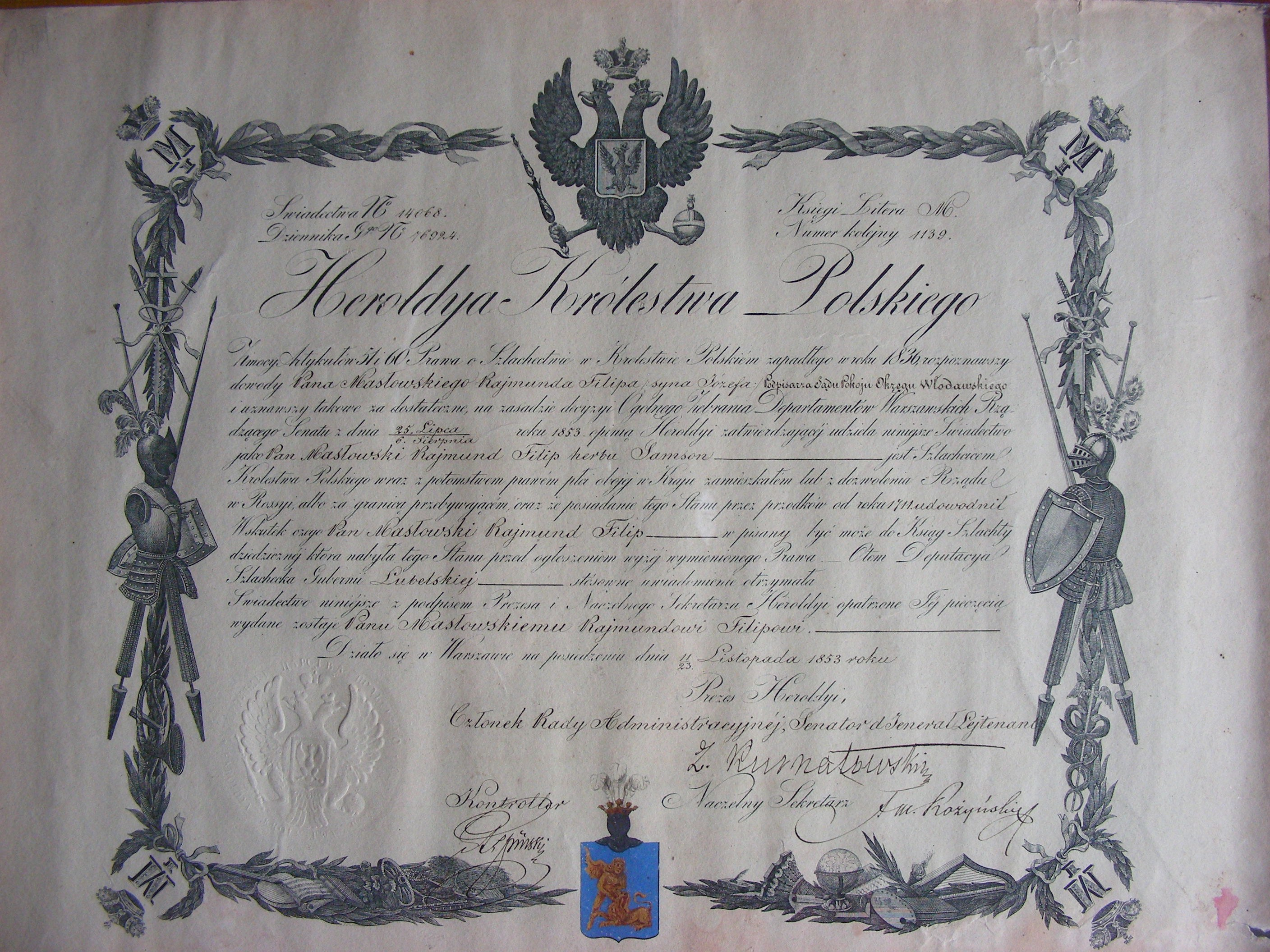
Dokument szlachectwa wystawiony Rajmundowi Masłowskiemu w 1853 – awers

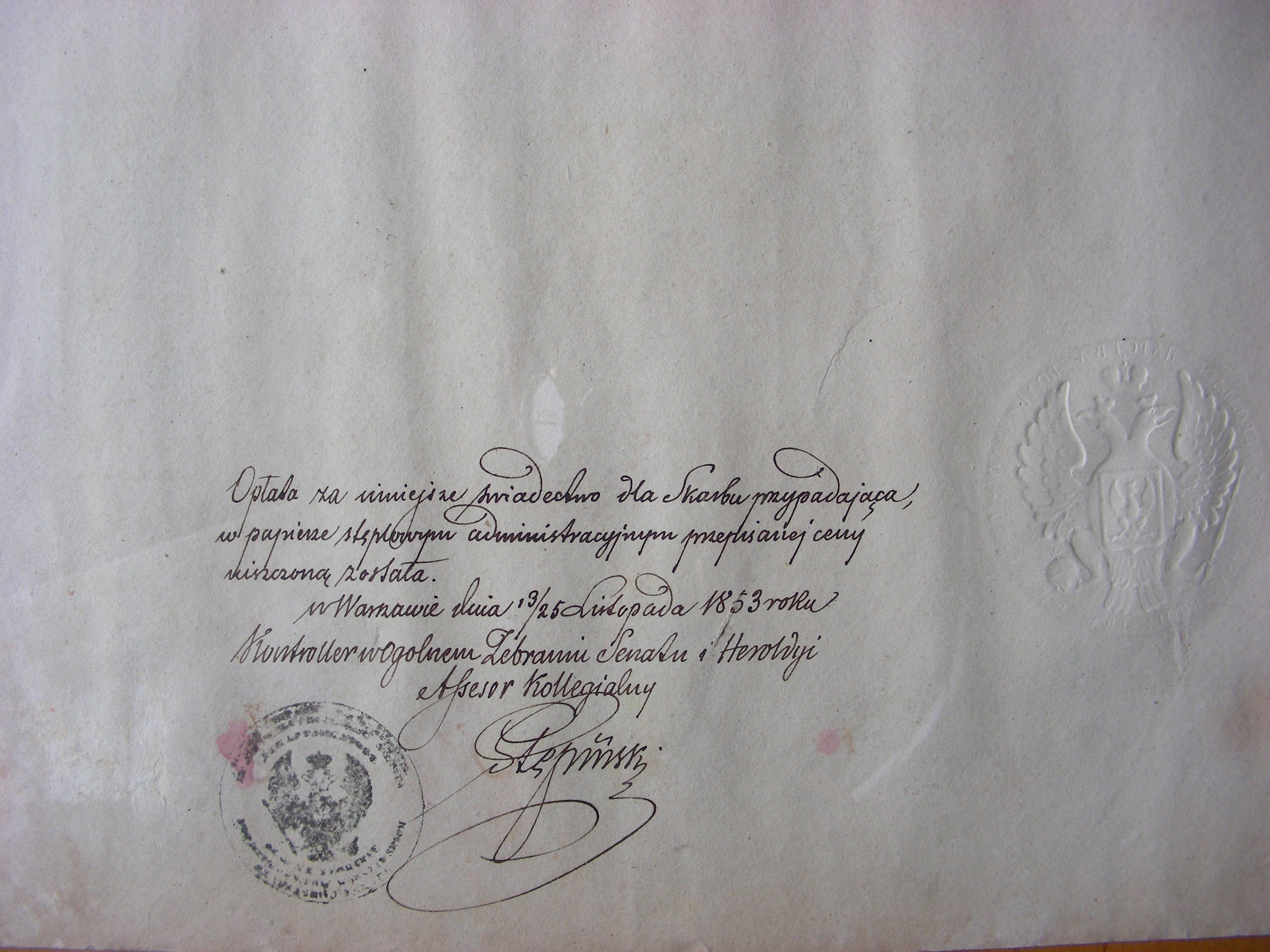
Dokument szlachectwa wystawiony Rajmundowi Masłowskiemu w 1853 – rewers

## Życiorys

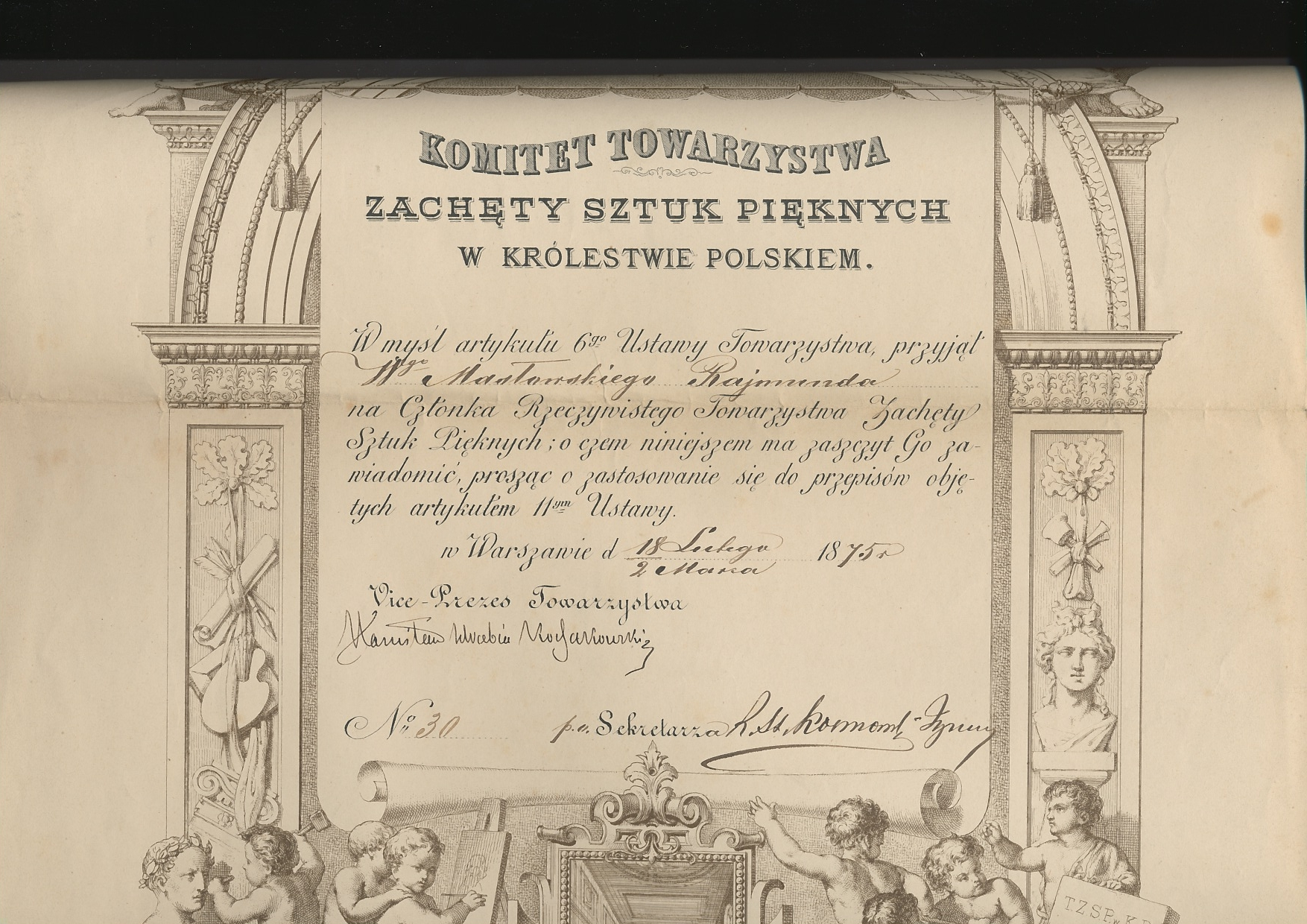
Rajmund Masłowski – świadectwo przynależności do Towarzystwa Zachęty Sztuk Pięknych w Warszawie (2 marca 1875)

Z zawodu prawnik. Pochodził ze zubożałej rodziny szlacheckiej, herbu Samson, wywodzącej się z ziemi wieluńskiej. Był synem Józefa i Józefy z Bieleckich, bratem Eleonory, Gracjana, Edwarda i Jana. Żonaty od 1850 z Walerią z Danilewiczów (1827–1881) Jego teściem był Wincenty Danilewicz – szwoleżer w kampanii napoleońskiej. Był ojcem Bolesława (1851–1928), Stanisława (1853–1926), Zdzisława, Mieczysława (budowniczy zm. 1928) i Władysława. Masłowscy używali przydomku „Watta” i pisali się „z Rudy” (Z. Gloger w swej Geografii historycznej ziem dawnej Polski podaje za Długoszem, że pierwszą stolicą ziemi wieluńskiej była Ruda, zanim wybrano dogodniej położony Wieluń).
Po odbyciu w latach 1837–1843 nauki szkolnej w Warszawie, ukończył w latach 1843–1845 „Warszawskije Juridiczeskije Kursy” (Uniwersytet Warszawski był zamknięty po upadku Powstania listopadowego). Po odbyciu aplikacji w okresie 1846–1849 otrzymał (1 kwietnia 1850) pierwszą nominację na p.o. podpisarza Sądu Pokoju Okręgu Włodawskiego we Włodawie, gdzie przebywał do roku 1856.
Następnie wielokrotnie awansował zmieniając wraz z rodziną miejsce zamieszkania. Włodawa była jedną z wielu miejscowości, w których znajdował zatrudnienie. W roku 1856 przeniósł się stamtąd do Garwolina, gdzie pełnił funkcję pisarza sądu pokoju. W latach 1858–1865 zamieszkiwał w Chęcinach, gdzie awansował na „podprokuratora Sądu Policji Poprawczej Wydziału Jędrzejowskiego w Chęcinach z płacą etatową 575 rs. rocznie i obowiązkiem złożenia egzaminu sądowego wyższego w ciągu roku”. Tam właśnie uczestniczył w powstaniu styczniowym 1863 roku jako naczelnik okręgu chęcińskiego. Do jego zadań należało organizowanie dostaw broni i amunicji i jej magazynowanie, zapewnienie transportu (furażu), opieka nad rannymi. W połowie 1864 roku został aresztowany i osadzony w więzieniu w Kielcach, gdzie spędził około 6 miesięcy. Uwolniony, jak świadczą dokumenty, 31 grudnia 1864 dzięki interwencji żony Walerii w Kielcach u gen. Czengiery – Węgra w służbie carskiej.
W marcu 1865 otrzymał nominację na „obrońcę Prokuratorii w Królestwie, a zarazem patrona przy Trybunale Cywilnym w Kaliszu”, gdzie spędził lata 1865–1871. W tym czasie stawał również w tamtejszym Sądzie Duchownym w sprawach małżeńskich, do czego upoważnił go Konsystorz Generalny Kaliski. W tym okresie łączyły go bliskie kontakty z miejscowym środowiskiem kulturalnym, jak na przykład z Tytusem Maleszewskim, a zwłaszcza z rodziną Marii Konopnickiej zamieszkałą wówczas w pobliskim Bronowie. Wiązał się on niewątpliwie ze znajomością z ojcem poetki Józefem Wasiłowskim, starszym kolegą Rajmunda, który również był obrońcą w Prokuratorii Generalnej w Kaliszu. Przyjaźń z Konopnickimi trwała i w późniejszch latach, kiedy Rajmund Masłowski zamieszkiwał w Warszawie. Został tam bowiem przeniesiony służbowo w 1871 roku na analogiczne stanowisko obrońcy Prokuratorii i patrona Trybunału, zaś Konopnicka wraz z dziećmi znalazła się tam w 1877 roku.
Zmarł w Radomiu jesienią 1897 roku jako emerytowany radca Prokuratorii Królestwa Polskiego.